# Noblesse du royaume d'Italie (1805-1814)

Armoiries du Royaume d'Italie

Cette liste recense les personnalités italiennes ayant reçu un titre de noblesse, à l'époque où le royaume d'Italie (1805-1814) était gouverné par Napoléon Ier.
Ne sont donc pas inclus les titres accordés à des citoyens du Piémont et de Ligurie, qui faisaient partie de l'Empire français, ni aux habitants du royaume de Naples.

## Généralités
Tous les titres accordées par Napoléon étaient personnels et donc non transférables. Toutefois, comme pour la noblesse d'Empire, le sujet qui avait édifié un majorat (ensemble de biens fonciers ou de rentes immobilisées, inaliénables et produisant un revenu fixé en fonction du titre de noblesse auquel il était affecté) et obtenu des lettres patentes, pouvait transmettre son titre à un héritier, par ordre de primogéniture.
Afin de bien distinguer ces titres de ceux de l'Empire (les ressortissants du royaume n'ayant pas la nationalité française), le titre n'était pas suivi de l'expression de l'Empire, mais du Royaume (sous-entendu d'Italie).

### Succession au trône
Napoléon avait l'intention de laisser le royaume d'Italie au plus jeune de ses fils à venir (il n'eut qu'un seul fils) et de maintenir la France et l'Italie en tant que domaines distincts. Ses intentions sont exprimées dans la loi constitutionnelle du 17 mars 1805, qui indique que les deux couronnes ne pourraient jamais être unies, que les successeurs de Napoléon en Italie avaient à y résider, mais que la séparation des couronnes aura lieu seulement une fois que la Sicile, Malte et les îles Ioniennes eurent rejoint le royaume, et qu'une paix générale eut prévalu en Europe.
Quand Venise a été réunie au royaume d'Italie, le 30 mars 1806, le titre de prince de Venise fut créé et réservé à l'héritier présomptif du royaume d'Italie (art. 9). Une loi du 5 juin 1805 fit d'Eugène de Beauharnais (1781-1824), fils de sa première épouse, l'impératrice Joséphine, vice-roi d'Italie.
Le prince Eugène fut adopté le 12 janvier 1806, sans droits à la succession française, mais avec des droits présomptifs au trône d'Italie (Statut constitutionnel du 16 février 1806), et obtint le titre de prince de Venise le 20 décembre 1807.

## Princes du Royaume
| Titre                | Nom                                                     | Fonction                | Ville d'origine | Date du décret (D) et des lettres patentes (LL. PP.) |
| -------------------- | ------------------------------------------------------- | ----------------------- | --------------- | ---------------------------------------------------- |
| Prince de Venise     | Eugène de Beauharnais                                   | Vice-roi                | Paris           | (LL. PP.) 20 décembre 1807                           |
| Princesse de Bologne | Joséphine Maximilienne Eugénie Napoléone de Beauharnais | Fille aînée du vice-roi | Milan           | 29 décembre 1807                                     |

## Ducs du Royaume
| Titre                | Nom                                                     | Fonction                                    | Ville d'origine | Date du décret (D) et des lettres patentes (LL. PP.) |
| -------------------- | ------------------------------------------------------- | ------------------------------------------- | --------------- | ---------------------------------------------------- |
| Duc de Lodi          | Francesco Melzi d'Eril                                  | Chancelier, Garde des sceaux de la couronne | Milan           | (LL. PP.) 20 décembre 1807                           |
| Duc de Litta         | Antonio Litta Visconti Arese                            | Grand chambellan                            | Milan           | (D) 28 février 1810 (LL. PP.) 5 janvier 1812         |
| Duc de Visconti      | Carlo Visconti Pirovano di Modrone                      | Chambellan                                  | Milan           | (D) 5 mars 1813 (LL. PP.) 5 mars 1813                |
| Duchesse de Galliera | Joséphine Maximilienne Eugénie Napoléone de Beauharnais | Fille aînée du vice-roi                     | Milan           | 28 mai 1813                                          |

## Comtes du Royaume
| Nom                                  | Ville d'origine     | Fonction                                                                      | Date du décret (D) et des lettres patentes (LL. PP.) |
| ------------------------------------ | ------------------- | ----------------------------------------------------------------------------- | ---------------------------------------------------- |
| Antonio Aldini                       | Bologne             | Ministre-Secrétaire d'État                                                    | (LL. PP.) 12 avril 1809                              |
| Carlo Aldovrandi                     | Bologne             | Chambellan                                                                    | (D) 8 octobre 1809 (LL. PP.) 11 octobre 1810         |
| Marco Alessandri                     | Bergame             | Sénateur                                                                      | (LL. PP.) 16 décembre 1810                           |
| Paolo Lamberto D'Allègre             | Turin               | Archevêque, Évêque de Pavie                                                   | (LL. PP.) 1er octobre 1810                           |
| Alessandro Annoni                    | Milan               | Chambellan                                                                    | (D) 8 octobre 1809 (LL. PP.) 11 octobre 1810         |
| Leopoldo Armaroli                    | Macerata            | Sénateur                                                                      | (LL. PP.) 11 octobre 1810                            |
| Giovanni Barbo                       | Crémone             | Conseiller d'État, Directeur général des impôts indirects                     | (LL. PP.) 11 octobre 1810                            |
| Giovanni Battista Barisan            | Castelfranco Veneto | Sénateur                                                                      | (LL. PP.) 11 octobre 1810                            |
| Gaetano Battaglia                    | Milan               | Colonel, Commandant de la Garde d'honneur                                     | (LL. PP.) 11 octobre 1810                            |
| Carlo Bentovoglio                    | Ferrare             | Chambellan                                                                    | (D) 8 octobre 1809 (LL. PP.) 11 octobre 1810         |
| Spiridione Berioli                   | Città di Castello   | Sénateur, Archevêque d'Urbino                                                 | (LL. PP.) 16 décembre 1810                           |
| Stefano de Bernardi                  | Milan               | Conseiller d'État, Premier Président de la Cour des comptes                   | (D) 8 octobre 1809 (LL. PP.) 11 octobre 1810         |
| Cesare Bianghetti                    | Bologne             | Chambellan, Podestat de Bologne                                               | (LL. PP.) 19 octobre 1810                            |
| Carlo Biraco                         | Crémone             | Ministre du Trésor                                                            | (LL. PP.) 17 septembre 1811                          |
| Sebastiano Bologna                   | Schio               | Sénateur                                                                      | (LL. PP.) 11 octobre 1810                            |
| Giuseppe Bono                        | Belgirate           | Conseil d'État, Directeur de l'administration des communes                    | (LL. PP.) 11 octobre 1810                            |
| Stefano Bonsignori                   | Busto Arsizio       | Patriarche de Venise                                                          | (LL. PP.) 9 janvier 1813                             |
| Luigi Bossi                          | Milan               | Conseil d'État, Préfet général des Archives du royaume                        | (LL. PP.) 17 septembre 1811                          |
| Giovanni Bovara                      | Malgrate            | Ministre des Affaires ecclésiastiques                                         | (LL. PP.) 12 avril 1809                              |
| Arborio de Breme                     | Paris               | Sénateur                                                                      | (LL. PP.) 12 avril 1809                              |
| Agostino Bruti                       | Capo d'Istria       | Sénateur                                                                      | (LL. PP.) 11 octobre 1810                            |
| Auguste Caffarelli                   | Falga (France)      | Général de division                                                           | (LL. PP.) 12 avril 1809                              |
| Antonio Camerata                     | Jesi (Italie)       | Sénateur                                                                      | (LL. PP.) 11 octobre 1810                            |
| Bonifacio Canossa                    | Vérone              | Chambellan                                                                    | (D) 8 octobre 1810 (LL. PP.) 11 octobre 1810         |
| Carlo Caprara                        | Bologne             | Grand-juge, Grand écuyer, Sénateur                                            | (LL. PP.) 12 avril 1809                              |
| Giovanni Battista Caprara            | Bologne             | Archevêque de Milan                                                           | (LL. PP.) 12 avril 1809                              |
| Alessandro Carlotti                  | Vérone              | Sénateur, Préteur du sénat                                                    | (LL. PP.) 11 octobre 1810                            |
| Luigi Castiglioni                    | Milan               | Sénateur                                                                      | (LL. PP.) 11 octobre 1810                            |
| Federico Cavriani                    | Mantoue             | Sénateur                                                                      | (LL. PP.) 11 octobre 1810                            |
| Scipione Chiaramonti                 | Césène              | Chambellan                                                                    | (D) 1er juillet 1810 (LL. PP.) 11 octobre 1810       |
| Giorgio Clerici                      | Milan               | Écuyer                                                                        | (D) 8 octobre 1809 (LL. PP.) 11 octobre 1810         |
| Antonio Codronchi                    | Imola               | Grand aumônier, Archevêque de Ravenne                                         | (LL. PP.) 12 avril 1809                              |
| Tommaso Condulmer                    | Venise              | Sénateur                                                                      | (LL. PP.) 11 octobre 1810                            |
| Federico Confalonieri                | Milan               | Propriétaire                                                                  | (D) 1er juillet 1810 (LL. PP.) 17 septembre 1811     |
| Stanislao Cossonii                   | Dongo (Italie)      | Conseil d'État, Directeur général des eaux et des routes                      | (LL. PP.) 11 octobre 1810                            |
| Giovanni Battista Costabili Containi | Ferrare             | Sénateur, Trésorier du sénat                                                  | (LL. PP.) 12 avril 1809                              |
| Vincenzo Dandolo                     | Venise              | Sénateur                                                                      | (LL. PP.) 16 décembre 1810                           |
| Sebastiano Giuseppe Danna            | Savillan            | Général de division                                                           | (D) 1er juillet 1810 (LL. PP.) 11 octobre 1810       |
| Gian Paolo Dolfin                    | Sebenico            | Évêque de Bergame                                                             | (D) 17 janvier 1812 (LL. PP.) 5 mai 1812             |
| Antonio Durini                       | Milan               | faisant fonction de Podestat de Milan                                         | (D) 17 février 1810 (LL. PP.) 11 octobre 1810        |
| Antonio Erba                         | Milan               | Chambellan                                                                    | (D) 8 octobre 1809 (LL. PP.) 11 octobre 1810         |
| Filippo Ercolani                     | Bologne             | Sénateur                                                                      | (LL. PP.) 11 octobre 1810                            |
| Estore Ercolani                      | Bologne             | Officier civil de la Maison du roi Capitaine-Commandant de la Garde d'honneur | (D) 7 février 1810 (LL. PP.) 11 octobre 1810         |
| Paolo Patricio Fava Ghisleri         | Plaisance           | Archevêque de Ferrare                                                         | (LL. PP.) 12 avril 1809                              |
| Antonio Fe' Mare'                    | Brescia             | Électeur au collège des propriétaires                                         | (D) 7 février 1810 (LL. PP.) 11 octobre 1810         |
| Daniele Felici                       | Rimini              | Sénateur                                                                      | (LL. PP.) 11 octobre 1810                            |
| Giuseppe Fenaroli                    | Brescia             | Premier Maître d'hôtel du roi                                                 | (LL. PP.) 12 avril 1809                              |
| Pasquale Antonio Fiorella            | Ajaccio             | Sénateur                                                                      | (LL. PP.) 11 octobre 1810                            |
| Achille Fontanelli                   | Modène              | Ministre de la Guerre et de la Marine                                         | (LL. PP.) 5 mai 1812                                 |
| Cintio Frangipane                    | Udine               | Sénateur, Chevalier d'honneur de S.M. la Reine                                | (LL. PP.) 11 octobre 1809                            |
| Tommaso Gallino                      | Venise              | Conseil d'État                                                                | (D) 8 octobre 1809 (LL. PP.) 11 octobre 1810         |
| Federigo Gavriani                    |                     | Sénateur                                                                      |                                                      |
| Lodovico Giovo                       | Milan               | Conseil d'État                                                                | (D) 7 février 1810 (LL. PP.) 11 octobre 1810         |
| Leonardo Giustiniani                 | Venise              | Sénateur                                                                      | (LL. PP.) 11 octobre 1810                            |
| Bartolomeo Gradenigo                 | Venise              | Podestat de Venise                                                            | (D) 17 janvier 1812 (LL. PP.) 5 mai 1812             |
| Tullo Guerrieri                      | Mantoue             | Podestat de Mantoue                                                           | (D) 17 janvier 1812 (LL. PP.) 9 janvier 1813         |
| Diego Guicciardi                     | Lugano              | Sénateur, Chancelier du sénat                                                 | (LL. PP.) 12 avril 1809                              |
| Giuseppe Guidi                       | Mantoue             | Gardien des Archives VSP                                                      | (LL. PP.) 1899                                       |
| Giacomo Lamberti                     | Reggio              | Sénateur                                                                      | (LL. PP.) 11 octobre 1810                            |
| Antonio Litta Visconti Arese         | Milan               | Grand chambellan                                                              | (LL. PP.) 12 avril 1809                              |
| Lucrezio Longo                       | Brescia             | Sénateur                                                                      | (LL. PP.) 11 octobre 1810                            |
| Giacomo Luini                        | Milan               | Conseil d'État, Directeur général de la police                                | (LL. PP.) 5 mai 1812                                 |
| Giuseppe Luosi                       | Mirandola           | Ministre de la Justice, Grand-juge                                            | (LL. PP.) 12 avril 1809                              |
| Giovanni Maestri                     | Besate              | Conseil d'État, Préfet du Monte Napoleone (it)                                | (LL. PP.) 11 octobre 1810                            |
| Ferdinando Marescalchi               | Bologne             | Ministre des Affaires étrangères                                              | (LL. PP.) 12 avril 1809                              |
| Giovanni Martinengo                  | Brescia             | Sénateur, Chambellan                                                          | (LL. PP.) 11 octobre 1810                            |
| Luigi Massari                        | Ferrare             | Sénateur                                                                      | (LL. PP.) 11 octobre 1810                            |
| Étienne Mejan                        | Montpellier         | Conseiller d'État, Secrétaire des commandements de S.A.I.                     | (D) 8 octobre 1809 (LL. PP.) 11 octobre 1810         |
| Vittorio Filippo Melano              | Coni                | Sénateur, Archevêque, Évêque de Novare                                        | (LL. PP.) 11 octobre 1810                            |
| Francesco Mengotti                   | Fonzaso             | Sénateur                                                                      | (LL. PP.) 11 octobre 1810                            |
| Alvise Mocenigo                      | Venise              | Sénateur                                                                      | (LL. PP.) 11 octobre 1810                            |
| Sigismondo di Moll                   | Thallgan            | Sénateur                                                                      | (LL. PP.) 17 septembre 1811                          |
| François-Énée Montecuccoli           | Modène              | Podestat de Modène                                                            | (D) 1er juillet 1810 (LL. PP.) 11 octobre 1810       |
| Francesco Mosca                      | Pesaro              | Conseiller d'État, Directeur général de la police                             | (LL. PP.) 11 octobre 1810                            |
| Pietro Moscati                       | Milan               | Sénateur, Préteur du sénat                                                    | (LL. PP.) 12 avril 1809                              |
| Tommaso Nava                         | Milan               | Propriétaire                                                                  | (D) 1er juillet 1810 (LL. PP.) 17 septembre 1811     |
| Barnaba Oriani                       | Gargnano            | Sénateur                                                                      | (LL. PP.) 11 octobre 1810                            |
| Carlo Oppizzoni                      | Milan               | Cardinal, Archevêque de Bologne                                               | (LL. PP.) 12 avril 1809                              |
| Giovanni Paradisi                    | Reggio              | Sénateur, Président ordinaire du sénat                                        | (LL. PP.) 12 avril 1809                              |
| Raffaele Parravicini                 | Côme (Italie)       | Conseiller d'État                                                             | (D) 1er juillet 1810 (LL. PP.) 16 décembre 1810      |
| Carlo Pedroli                        | Casalpusterlengo    | Conseiller d'État, Premier président de la Cour de cassation                  | (D) 8 octobre 1809 (LL. PP.) 11 octobre 1810         |
| Giuseppe Antonio Pensa               | Milan               | Conseiller d'État, Directeur général des domaines                             | (LL. PP.) 11 octobre 1810                            |
| Francesco Perogalli                  | Delebio             | Sénateur                                                                      | (LL. PP.) 11 octobre 1810                            |
| Domenico Pino                        | Milan               | Général de division, Premier capitaine de la Garde royale                     | (D) 12 avril 1809 (LL. PP.) 12 avril 1809            |
| Pietro Pisani                        | Venise              | Chambellan                                                                    | (D) 1er juillet 1810 (LL. PP.) 17 septembre 1811     |
| Girolamo Polcastro                   | Padoue              | Sénateur                                                                      | (LL. PP.) 16 décembre 1810                           |
| Domenico Polfranceschi               | Vérone              | Conseiller d'État, Inspecteur général de la gendarmerie                       | (D) 7 février 1810 (LL. PP.) 11 octobre 1810         |
| Luigi Porro Lambertenghi             | Côme (Italie)       | Électeur au collège des propriétaires Sénateur                                | (D) 7 février 1810 (LL. PP.) 11 octobre 1810         |
| Giuseppe Prina                       | Novare              | Ministre des Finances                                                         | (LL. PP.) 12 avril 1809                              |
| Alvise Quirini                       | Venise              | Chambellan                                                                    | (D) 8 octobre 1809 (LL. PP.) 11 octobre 1810         |
| Baldassare Rasponti                  | Ravenne             | Archevêque d'Udine                                                            | (D) 8 octobre 1809 (LL. PP.) 11 octobre 1810         |
| Daniele Renier                       | Venise              | Électeur au collège des propriétaires, Podestat de Venise                     | (D) 7 février 1810 (LL. PP.) 11 octobre 1810         |
| Giovanni Scopoli                     | Gschnitz (Tyrol)    | Conseiller d'État, Directeur général de l'Instruction publique                | (LL. PP.) 11 octobre 1810                            |
| Marco Serbelloni                     | Milan               | Sénateur                                                                      | (LL. PP.) 11 octobre 1810                            |
| Pietro Sgariglia                     | Ascoli              | Sénateur                                                                      | (LL. PP.) 11 octobre 1810                            |
| Giuseppe Soresina-Vidoni             | Crémone             | Sénateur Chambellan                                                           | (LL. PP.) 11 octobre 1810                            |
| Massimiliano Stampa di Soncino       | Milan               | Maître de cérémonie Introducteur des ambassadeurs                             | (D) 7 février 1810 (LL. PP.) 11 octobre 1810         |
| Simone Stratico                      | Zara                | Sénateur                                                                      | (LL. PP.) 11 octobre 1810                            |
| Antonio Strigelli                    | Milan               | Conseiller-Secrétaire d'État                                                  | (LL. PP.) 16 décembre 1810                           |
| Carlo Testi                          | Modène              | Sénateur Investi du portefeuille des Affaires étrangères                      | (LL. PP.) 11 octobre 1810                            |
| Leonardo Thiene                      | Vicence             | Sénateur                                                                      | (LL. PP.) 11 octobre 1810                            |
| Emanuele di Thunn                    | Trente (Italie)     | Sénateur                                                                      | (D) 17 janvier 1812 (LL. PP.) 9 janvier 1813         |
| Giovanni Giacomo Trivulzio           | Milan               | Chambellan                                                                    | (D) 8 octobre 1809 (LL. PP.) 11 octobre 1810         |
| Girolamo Trivulzio                   | Milan               | Propriétaire                                                                  | (D) 7 février 1810 (LL. PP.) 11 octobre 1810         |
| Giuseppe Trotti                      | Milan               | Propriétaire                                                                  | (D) 1er juillet 1810 (LL. PP.) 11 octobre 1810       |
| Luigi Vaccarri                       | Modène              | Ministre de l'Intérieur                                                       | (D) 8 octobre 1809 (LL. PP.) 11 octobre 1810         |
| Antonio Veneri                       | Reggio              | Sénateur                                                                      | (LL. PP.) 13 avril 1809                              |
| Carlo Verri                          | Milan               | Sénateur                                                                      | (LL. PP.) 11 octobre 1810                            |
| Alfonso Visconti                     | Milan               | Électeur au collège des propriétaires                                         | (D) 7 février 1810 (LL. PP.) 11 octobre 1810         |
| Alessandro Volta                     | Côme (Italie)       | Sénateur                                                                      | (LL. PP.) 11 octobre 1810                            |

## Baronsdu Royaume
| Nom                                         | Ville d'origine             | Fonction                                                                                   | Date du décret (D) et des lettres patentes (LL. PP.) |
| ------------------------------------------- | --------------------------- | ------------------------------------------------------------------------------------------ | ---------------------------------------------------- |
| Fabio Agucchi                               | Bolognasterlengo            | Membre du conseil communal (it) de Bologne                                                 | (D) 17 janvier 1812 (LL. PP.) 9 janvier 1813         |
| Francesco Alari                             | Milan                       | Écuyer                                                                                     | (D) 1er juillet 1810 (LL. PP.) 16 décembre 1810      |
| Luigi Albergati Cassacelli                  | Bologne                     | Membre du conseil communal (it) de Bologne                                                 | (D) 17 janvier 1812 (LL. PP.) 9 janvier 1813         |
| Francesco Alberti                           | Noventa di Piave            | Consul de S.M. à Livourne                                                                  | (D) 1er juillet 1810 (LL. PP.) 17 septembre 1811     |
| Alessandro Ancini                           | Reggio                      | Électeur au collège des propriétaires                                                      | (D) 7 janvier 1811 (LL. PP.) 17 septembre 1811       |
| Francesco Anguissola                        | Caserte                     | Podestat de Vicence                                                                        | (D) 7 janvier 1811 (LL. PP.) 5 mai 1812              |
| Carlo Antisi                                | Recanati                    | Chambellan                                                                                 | (D) 1er juillet 1810 (LL. PP.) 17 septembre 1811     |
| Francesco Arese Lucini                      | Milan                       | Colonel                                                                                    | (D) 8 octobre 1809 (LL. PP.) 17 septembre 1811       |
| Giovanni Auna                               | Montechiaro d'Asti          | Juge près la Cour de cassation                                                             | (D) 7 février 1810 (LL. PP.) 17 septembre 1811       |
| Giovanni Bazzeta                            | Milan                       | Conseiller d'État, Juge près la Cour de cassation                                          | (D) 1er juillet 1810 (LL. PP.) 17 septembre 1811     |
| Giuseppe Beccalossi                         | Gardone Val Trompia         | Conseiller d'État, Premier président de la cour d'appel siégeant à Brescia                 | (D) 8 octobre 1809 (LL. PP.) 28 mars 1812            |
| Giulio Beccaria                             | Milan                       | Juge à la Cour des comptes                                                                 | (LL. PP.) 19 octobre 1813                            |
| Orazio Belgrado                             | Udine                       | Chambellan                                                                                 | (D) 1er juillet 1810 (LL. PP.) 17 septembre 1811     |
| Antonio Bellerio                            | Milanfilano                 | Procureur près la cour d'appel de Milan                                                    | (D) 8 octobre 1809 (LL. PP.) 28 mars 1812            |
| Carlo Bellisomi                             | Pavie                       | Écuyer du Vice-Roi d'Italie                                                                | (D) 8 octobre 1809 (LL. PP.) 17 septembre 1811       |
| Giovanni della Beretta                      | Milan                       | Évêque de Lodi                                                                             | (LL. PP.) 28 mars 1812                               |
| Cesare Bianchetti                           | Bologne                     | Chambellan, et Podestat de Bologne                                                         | (D) 8 octobre 1809 (LL. PP.) 17 septembre 1811       |
| Gregorio Boari                              | Carrare (Italie)            | Évêque de Comacchio                                                                        | (LL. PP.) 9 janvier 1813                             |
| Giovan Giacomo Boschi                       | Tivoli                      | Évêque de Carpi                                                                            | (LL. PP.) 9 janvier 1813                             |
| Andrea Bratti                               | Capo d'Istria               | Évêque de Forlì                                                                            | (LL. PP.) 28 mars 1812                               |
| Giovanni Brebbia                            | Milan                       | Chambellan                                                                                 | (D) 7 février 1810 (LL. PP.) 28 mars 1812            |
| Giuseppe Maria Bressa                       | Venise                      | Évêque de Concordia (it)                                                                   | (LL. PP.) 28 mars 1812                               |
| Cristoforo Busti                            | Milan                       | Juge à la cour des comptes                                                                 | (D) 8 octobre 1809 (LL. PP.) 28 mars 1812            |
| Gaudenzio Caccia di Romertino               | Tortona                     | Conseiller d'État, Préfet du département de l'Olona                                        | (D) 7 janvier 1811 (LL. PP.) 17 septembre 1811       |
| Angiolo Calafati                            | Lesina                      | Conseiller d'État, Préfet du département de l'Istrie                                       | (D) 8 octobre 1809 (LL. PP.) 28 mars 1812            |
| Rutilio Calini                              | Brescia                     | Électeur au collège des propriétaires                                                      | (D) 7 février 1810 (LL. PP.) 17 septembre 1811       |
| Giovanni Calini                             | Brescia                     | Membre du conseil communal (it) de Brescia                                                 | (D) 7 janvier 1812 (LL. PP.) 9 janvier 1813          |
| Antonio Carlotti                            | Vérone                      | Chambellan                                                                                 | (D) 8 octobre 1809 (LL. PP.) 28 mars 1812            |
| Giuseppe Casati                             | Milan                       | Conseiller d'État                                                                          | (D) 7 janvier 1811 1809 (LL. PP.) 17 septembre 1811  |
| Carlo Cicogna                               | Milan                       | Chambellan                                                                                 | (D) 8 octobre 1809 (LL. PP.) 17 septembre 1811       |
| Francesco Cornalia                          | Milan                       | Préfet du département du Serio                                                             | (D) 7 février 1810 (LL. PP.) 17 septembre 1811       |
| Ottavio Corradini                           | Lendinara                   | Adjudant-commandant, Maréchal-des-logis de S.M.                                            | (D) 8 octobre 1809 (LL. PP.) 28 mars 1812            |
| Angelo Corte                                | Bellune                     | Vicaire épiscopal du diocèse de Bellune                                                    | (D) 8 octobre 1809 (LL. PP.) 28 mars 1812            |
| Diofebo Cortese                             | Modène                      | Électeur au collège des propriétaires Podestat de Modène                                   | (D) 7 janvier 1811 (LL. PP.) 17 septembre 1811       |
| Tiburzio Cortese                            | Modène                      | Évêque de Modène                                                                           | (LL. PP.) 28 mars 1812                               |
| Cortesi                                     |                             |                                                                                            | (D.) 24 octobre 1813                                 |
| Luigi Costa                                 | Ravenne                     | Électeur au collège des propriétaires Podestat d'Imola                                     | (D) 7 janvier 1811 (LL. PP.) 17 septembre 1811       |
| Pietro Custodi                              | Galliate                    | Conseiller d'État                                                                          | (D) 7 février 1810 (LL. PP.) 17 septembre 1811       |
| Antoine Darnay                              | Nevers                      | Directeur général de la Poste                                                              | (D) 8 octobre 1809 (LL. PP.) 5 mai 1812              |
| Francesco Scipione Dondi Dell'Orologio (it) | Padoue                      | Évêque de Padoue                                                                           | (LL. PP.) 28 mars 1812                               |
| Francesco Maria d'Este                      | Modène                      | Évêque de Reggio d'Émilie                                                                  | (LL. PP.) 9 janvier 1813                             |
| Giuseppe Fossati                            | Milan                       | Écuyer                                                                                     | (D) 8 octobre 1809 (LL. PP.) 17 septembre 1811       |
| Giuseppe Galvagna                           | Novare                      | Conseiller d'État, Préfet du département de l'Adriatique                                   | (D) 7 janvier 1811 (LL. PP.) 17 septembre 1811       |
| Giuseppe Gambarana                          | Milan                       | Avocat près le Conseil d'État                                                              | (D) 7 janvier 1811 (LL. PP.) 17 septembre 1811       |
| Giuseppe Gambari                            | Bologne                     | Procureur général près la cour d'appel de Bologne                                          | (D) 8 octobre 1809 (LL. PP.) 28 mars 1812            |
| Bonaventura Gazola                          | Plaisance                   | Évêque de Cervia                                                                           | (LL. PP.) 28 mars 1812                               |
| Francesco di Gazoldo                        | Mantoue                     | Chambellan                                                                                 | (D) 11 juillet 1810 (LL. PP.) 17 septembre 1811      |
| Nicola di Gazoldo                           | Mantoue                     | Membre du conseil communal (it) de Mantoue                                                 | (D) 17 janvier 1812 (LL. PP.) 9 janvier 1813         |
| Vincenzo Gradenigo                          | Venise                      | Propriétaire                                                                               | (D) 7 février 1810 (LL. PP.) 16 décembre 1810        |
| Carlo Isembardi                             | Milan                       | Directeur général de la Monnaie                                                            | (D) 8 octobre 1809 (LL. PP.) 17 septembre 1811       |
| Pietro Jacotti                              | Tolmezzo                    | Premier président de la Cour de justice civile et criminelle du Passeriano                 | (D) 8 octobre 1809 (LL. PP.) 28 mars 1812            |
| Antonio Kirker                              | Tolmezzo                    | Intendant des finances des Finances du Passeriano                                          | (D) 8 octobre 1809 (LL. PP.) 28 mars 1812            |
| Innocenzo Maria Lirutti (it)                | Segnatto                    | Évêque de Vérone                                                                           | (LL. PP.) 28 mars 1812                               |
| Stefano Luini                               | Luino                       | Préfet du département de l'Agogna                                                          | (D) 8 octobre 1809 (LL. PP.) 28 mars 1812            |
| Pio Magenta                                 | Zerbolò                     | Préfet du département du Bacchiglione                                                      | (D) 7 février 1810 (LL. PP.) 16 décembre 1810        |
| Carlo del Majno                             | Pavie                       | Préfet du département du Tagliamento                                                       | (D) 8 octobre 1809 (LL. PP.) 17 septembre 1811       |
| Bernardino Marini                           | Clissa                      | Évêque de Trévise                                                                          | (LL. PP.) 28 mars 1812                               |
| Leonardo Martinengo                         | Brescia                     | Chambellan                                                                                 | (D) 8 octobre 1809 (LL. PP.) 17 septembre 1811       |
| Carlo Pietro Mazzolani                      | Rome                        | Premier président de la cour d'appel siégeant à Bologne                                    | (D) 7 février 1810 (LL. PP.) 17 septembre 1811       |
| Gian Giacomo Medici                         | Lodi                        | Écuyer                                                                                     | (D) 8 octobre 1809 (LL. PP.) 28 mars 1812            |
| Giacomo de Meester                          | Milan                       | Inspecteur et gouverneur de l'Orphelinat militaire                                         | (D) 7 février 1810 (LL. PP.) 17 septembre 1811       |
| Francesco Milesi                            | Venise                      | Évêque de Vigevano                                                                         | (LL. PP.) 28 mars 1812                               |
| Pietro Francesco Minonzi                    | Garbagnate Rota             | Directeur général des Postes                                                               | (D) 7 février 1810 (LL. PP.) 17 septembre 1811       |
| Federico Maria Molin                        | Venise                      | Évêque d'Adria-Rovigo                                                                      | (LL. PP.) 28 mars 1812                               |
| Carlo Monti                                 | Brescia                     | Podestat de la ville de Brescia                                                            | (D) 17 janvier 1812 (LL. PP.) 5 mai 1812             |
| Antonio Mulazzani                           | Treviglio                   | Commissaire général de la Police du département de l'Adriatique                            | (D) 7 février 1810 (LL. PP.) 17 septembre 1811       |
| Gabrio Maria Nava                           | Barzanò                     | Évêque de Brescia                                                                          | (LL. PP.) 28 mars 1812                               |
| Antonio Negri                               | Milan                       | Président de la Cour de cassation                                                          | (D) 7 février 1810 (LL. PP.) 28 mars 1812            |
| Omobono Offredi                             | Crémone                     | Évêque de Crémone                                                                          | (LL. PP.) 28 mars 1812                               |
| Gaetano Onesti                              | Padoue                      | Électeur au collège des propriétaires Podestat de Padoue                                   | (D) 4 octobre 1810 (LL. PP.) 17 septembre 1811       |
| Giuseppe Pallavacini                        | Padoue                      | Conseiller d'État                                                                          | (D) 8 octobre 1809 (LL. PP.) 28 mars 1812            |
| Luigi Paolucci de Calboli                   | Forlì                       | Chambellan                                                                                 | (D) 1er juillet 1810 (LL. PP.) 17 septembre 1811     |
| Angiolo Perseguiti                          | Reggio                      | Premier président de la cour d'appel siégeant à Ancône                                     | (D) 8 octobre 1809 (LL. PP.) 28 mars 1812            |
| Giuseppe Maria Peruzzi                      | Venise                      | Évêque de Chioggia                                                                         | (LL. PP.) 28 mars 1812                               |
| Giacomo Pino                                | Milan                       | Écuyer                                                                                     | (D) 8 octobre 1809 (LL. PP.) 28 mars 1812            |
| Giovanni Porro                              | Milan                       | Préfet du département du Crostolo                                                          | (D) 7 janvier 1811 (LL. PP.) 17 septembre 1811       |
| Lodovico Priuli                             | Venise                      | Chambellan                                                                                 | (D) 7 février 1810 (LL. PP.) 17 septembre 1811       |
| Alvise Quirini                              | Astypalée                   | Conseiller d'État                                                                          | (D) 1er juillet 1810 (LL. PP.) 17 septembre 1811     |
| Giulio Realdi                               | Santa Giustina di Palazzolo | Premier président de la Cour de justice civile et criminelle de l'Adige                    | (D) 8 octobre 1809 (LL. PP.) 28 mars 1812            |
| Cristoforo Riva                             | Milan                       | Conseiller d'État, Procureur près du Conseil du sceau des titres, et du Conseil des prises | (D) 8 octobre 1809 (LL. PP.) 28 mars 1812            |
| Grazio Ronchi                               | Ferrare                     | Premier président de la Cour de justice civile et criminelle du Bas-Pô                     | (D) 8 octobre 1809 (LL. PP.) 28 mars 1812            |
| Tommaso Ronna (it)                          | Milan                       | Évêque de Crema                                                                            | (LL. PP.) 28 mars 1812                               |
| Carlo Rovelli (it)                          | Côme (Italie)               | Évêque de Côme                                                                             | (LL. PP.) 28 mars 1812                               |
| Giuseppe Sabatti                            | Gardone Val Trompia         | Président de la Cour des comptes                                                           | (D) 8 octobre 1809 (LL. PP.) 28 mars 1812            |
| Lodovico di Sartirana                       | Turin                       | Chambellan                                                                                 | (D) 10 juillet 1810 (LL. PP.) 16 décembre 1810       |
| Giovanni Scolas                             | Vicence                     | Premier président de la Cour de justice civile et criminelle du Bacchiglione               | (D) 8 octobre 1809 (LL. PP.) 17 septembre 1811       |
| Giuseppe Scotti                             | Bergame                     | Colonel de la Gendarmerie                                                                  | (D) 7 février 1810 (LL. PP.) 17 septembre 1811       |
| Antonio Smancini                            | Pizzighettone               | Conseiller d'État, Préfet du département de l'Adige                                        | (D) 8 octobre 1809 (LL. PP.) 28 mars 1812            |
| Teodoro Smenzari                            | Mantoue                     | Préfet du département de la Mella                                                          | (D) 8 octobre 1809 (LL. PP.) 17 septembre 1811       |
| Luigi Sopransi                              | Milan                       | Conseiller d'État, Juge à la Cour de cassation                                             | (D) 8 octobre 1809 (LL. PP.) 28 mars 1812            |
| Paolo Stampa                                | Milan                       | Électeur au collège des propriétaires                                                      | (LL. PP.) 19 octobre 1813                            |
| Giuseppe Tassoni                            | Modène                      | Chargé d'affaires de S.M. le roi des Deux-Siciles                                          | (D) 1er juillet 1810 (LL. PP.) 17 septembre 1811     |
| Francesco Taverna                           | Milan                       | Conseiller d'État, Premier président de la cour d'appel siégeant à Milan                   | (D) 8 octobre 1809 (LL. PP.) 28 mars 1812            |
| Filippo Teuliè                              | Milan                       | Juge à la Cour des comptes                                                                 | (D) 8 octobre 1809 (LL. PP.) 28 mars 1812            |
| Giuseppe Tornielli                          | Novare                      | Conseiller d'État                                                                          | (D) 8 octobre 1809                                   |
| Cesare Trenti                               | Goito                       | Procureur général près la cour d'appel de Brescia                                          | (D) 8 octobre 1809 (LL. PP.) 28 mars 1812            |
| Giuseppe Treves                             | Padoue                      | Électeur au collège des commerçants, Président de la Chambre de commerce de Venise         | (D) 17 septembre 1811 (LL. PP.) 5 mai 1812           |
| Girolamo Trevisan                           | Padoue                      | Procureur général près la cour d'appel de Venise                                           | (D) 8 octobre 1809 (LL. PP.) 28 mars 1812            |
| Ignazio Trivelli                            | Reggio                      | Électeur au collège des propriétaires, Conseiller de préfecture                            | (D) 7 janvier 1811 (LL. PP.) 17 septembre 1811       |
| Camillo Ugoni                               | Brescia                     | Membre du conseil communal (it) de Brescia                                                 | (D) 17 janvier 1812 (LL. PP.) 5 mai 1812             |
| Luigi Valdrighi                             | Castelnuovo di Garfagnana   | Conseiller d'État, Procureur près la Cour de cassation                                     | (D) 8 octobre 1809 (LL. PP.) 28 mars 1812            |
| Francesco Vendramin                         | Venise                      | Intendant des finances des Finances de l'Adriatique                                        | (D) 8 octobre 1809 (LL. PP.) 28 mars 1812            |
| Nicolò Vendramin Calergi                    | Venise                      | Électeur au collège des propriétaires                                                      | (D) 17 janvier 1812 (LL. PP.) 9 janvier 1813         |
| Pietro Viani                                | Vérone                      | Général de brigade                                                                         | (D) 1er juillet 1810 (LL. PP.) 17 septembre 1811     |
| Giovanni Villata                            | Milan                       | Général de brigade                                                                         | (D) 7 février 1810 (LL. PP.) 17 septembre 1811       |
| Costantino Zacco                            | Venise                      | Préfet du Bas-Pô                                                                           | (D) 7 janvier 1811 (LL. PP.) 17 septembre 1811       |
| Daniele Zannini                             | San Daniele                 | Colonel de la Gendarmerie                                                                  | (D) 7 février 1810 (LL. PP.) 17 septembre 1811       |

## Chevaliers du Royaume
| Nom                 | Ville d'origine | Fonction                                                        | Date du décret (D) et des lettres patentes (LL. PP.) |
| ------------------- | --------------- | --------------------------------------------------------------- | ---------------------------------------------------- |
| Cesare Brivio       | Milan           | de la Congrégation de la Charité de Milan, ex-Podestat de Milan | (LL. PP.) 17 septembre 1811                          |
| Antonio Paltronieri | Mantoue         | Juge à la cour d'appel siégeant à Brescia                       | (LL. PP.) 17 septembre 1811                          |